# كيث فاز
نايجل كيث أنثوني ستانديش فاز (مواليد 26 نوفمبر 1956) سياسي من حزب العمال البريطاني شغل منصب عضو في البرلمان عن دائرة ليستر الشرقية من 1987 إلى 2019. وهو أقدم عضو بريطاني آسيوي يخدم في برلمان المملكة المتحدة.
عمل فاز وزيرًا للشؤون الأوروبية بين أكتوبر 1999 ويونيو 2001. عُين عضوًا في المجلس الخاص للملكة المتحدة في يونيو 2006. تولى رئاسة اللجنة المختارة للشؤون الداخلية منذ يوليو 2007، ولكنه استقال من هذا المنصب في 6 سبتمبر 2016 بعد أن كشفت صحيفة صنداي ميرور عن اضطلاعه بأنشطة جنسية غير محمية مع عاملين في مجال دعارة الذكور وقوله أنه سيدفع ثمن الكوكايين إذا رغبوا بتعاطيه.
في نهاية أكتوبر 2016، عُين فاز في لجنة العدل المختارة، وهُزم تصويت برلماني على مقترح لمنع ذلك. في 10 نوفمبر 2019، أعلن تقاعده من البرلمان في بيان له وأنه لن يخوض الانتخابات العامة مجددًا والتي ستُقام الشهر التالي.

## النشأة والشخصية
وُلد كيث فاز في مستعمرة عدن التابعة للتاج البريطاني، في 26 نوفمبر 1956، لوالديه أنثوني خافيير وميرلين فيرونا فاز. تنحدر عائلة فاز من غوا، حاليًا ولاية هندية، والتي يُنسب لها لقبه ذو الأصول الغوانية البرتغالية. يمتلك فاز صلة قرابة بعيدة بالقديس جوزيف فاز، وهو مبشر من القرن السابع عشر. انتقل إلى إنجلترا مع عائلته في عام 1965، واستقر في تويكنهام.
عمل والده في قطاع الطيران، وعمل سابقًا مراسلًا في صحيفة تايمز أوف إنديا، بينما عملت والدته في العديد من الوظائف منها التدريس والعمل بدوام جزئي في متاجر ماركس أند سبنسر في الوقت ذاته. انتحر والد فاز عندما كان ابنه يبلغ من العمر 14 عامًا. انتقلت ميرلين فاز إلى ليستر عندما جرى اختيار ابنها مرشحًا برلمانيًا محتملًا لدائرة ليستر الشرقية الانتخابية. انتُخبت عضوًا في مجلس عمال مجلس مدينة ليستر وعملت هناك لمدة 14 عامًا.
تلقى فاز تعليمه في دير سانت جوزيف أثناء وجوده في عدن. في إنجلترا، التحق بمدرسة لاتيمر العليا في هامرسميث، يليها كلية غنفيل وكيوس في كامبريدج، حيث درس القانون. تخرج من جامعة كامبريدج بمرتبة شرف من الدرجة الأولى في درجة البكالوريوس في عام 1979، ثم حصل على درجة الماجستير في القانون عام 1987.
لفاز شقيقتين: فاليري (مواليد عام 1945) وهي عضو في البرلمان عن دائرة والسل الجنوبية منذ عام 2010، وبيني ماكونيل، التي تعمل محامية. يقيم فاز في لندن مع زوجته ماريا فرنانديز وابنه وابنته.

## بداية حياته المهنية
عمل فاز محاميًا ممارسًا قبل انخراطه بالمعترك السياسي. في عام 1982، عمل محاميًا في ريتشموند في مجلس التايمز التابعة لأقسام لندن الإدارية، وكبير محامين في إزلنغتون التابعة لأقسام لندن الإدارية. جرى اختياره مرشحًا محتملًا عن حزب العمال في دائرة ليستر الشرقية عام 1985. في ذلك الوقت، وجد وظيفة في ليستر للعمل محاميًا في مركز هايفيلدز وبيليغراف القانوني الممول من مجلس المدينة. عمل في هذه الوظيفة إلى أن انتُخب لعضوية البرلمان في عام 1987.

## العمل السياسي
شغل فاز عضوية حزب العمال منذ عام 1982. في عام 1983، خاض الانتخابات العامة كمرشح عن حزب العمال في دائرة ريتشموند وبارنز المحافظة الليبرالية الهامشية، وحل بالمرتبة الثالثة محرزًا تأرجحًا انتخابيًا لحزب العمال بنسبة 4.3% مقارنة بالحزب الوطني الذي حقق معدل تأرجح انتخابي بلغ 9.3%. كان مرشحًا عن حزب العمال في انتخابات البرلمان الأوروبي عام 1984 عن دائرة سوري الغربية، وحل بالمرتبة الثالثة.
في 11 يونيو 1987، انتُخب فاز عضوًا في البرلمان عن دائرة ليستر الشرقية بفوزه على عضو البرلمان عن الحزب المحافظ، بيتر بروينفيلس بأغلبية بلغت 1,924 صوتًا، واُعيد انتخابه في الأعوام التالية: 1992 (بأغلبية 11316)، 1997 (بأغلبية 18422)، 2001 (بأغلبية 13442)، 2005 (بأغلبية 15867)، 2010 (بأغلبية 14082)، 2015 (بأغلبية 18352)، 2017 (بأغلبية 22428).
شغل فاز العديد من المناصب البرلمانية. في الفترة بين عامي 1987 و1992، كان عضوًا في اللجنة المختارة للشؤون الداخلية، ورئيسًا لها في الفترة من يوليو 2007 إلى سبتمبر 2016. في الفترة بين عامي 1993 و1994، كان عضوًا في اللجنة التنفيذية للاتحاد البرلماني الدولي. في نهاية المطاف، بين ديسمبر 2002 ويوليو 2007، أصبح فاز عضوًا رفيع المستوى في حزب العمال في اللجنة المختارة للشؤون الدستورية.
في عام 1992، تولى فاز منصب وزير البيئة الثانوي وكان مسؤولًا عن التخطيط والتجديد، وهو أول دور له على المقاعد الأمامية. بقي في هذا المنصب حتى عام 1997، عندما مُنح أول منصب حكومي له وشغل مناصب الأمين الخاص للبرلمان والمدعي العام والوكيل العام. تولى فاز منصب الأمين البرلماني لقسم السيد المستشار في الفترة بين مايو وأكتوبر 1999. سرعان ما أعقب ذلك تعيينه وزيرًا لشؤون أوروبا الخارجية وشؤون الكومنولث. عمل في هذا المنصب من أكتوبر 1999 إلى 2001.
تشتمل المناصب الأخرى التي شغلها فاز على انتخابه عضوًا في اللجنة التنفيذية الوطنية ونائب رئيس لجنة المرأة والعرق والمساواة التابعة لحزب العمال. شغل هذين المنصبين منذ مارس 2007. منذ عام 2000، أصبح راعيًا لفريق عمل حزب العمال المعني بالعنصرية، وفي عام 2006 عُين رئيسًا لفرقة العمل المعنية بشؤون الأقلية العرقية.
كان من مؤيدي أوين سميث في انتخابات زعامة حزب العمال لعام 2016. وهو عضو في أصدقاء إسرائيل من العمال.